# 고양 흥국사 나한전
고양 흥국사 나한전(高陽 興國寺 羅漢殿)은 경기도 고양시 덕양구 지축동 흥국사에 있는, 조선시대에 만들어진 건축물이다. 1999년 2월 1일 고양시의 향토문화재 제34호로 지정되었다.

## 개요
흥국사 본전인 약사전에서 보아 오른쪽에 위치하고 있는 나한전은 약사전에 비하여 규모가 약간 작은 조선 후기의 건축물이다. 나한전은 잘 다듬어진 화강석의 기단 위에 4개의 배수구가 있는 직사각형의 초석을 두르고 있으며, 정면 가운데 계단을 두었다. 나한전은 광서 4년(1878)에 지어진 정면 3칸 측면 2칸 규모로 기둥은 배흘림이 거의 없으며 머리에는 평방과 창방을 돌리고 그 위에 여러개의 공포를 짜 맞춘 맞배지붕 건물로 19세기 후반의 일반적인 건축양식을 잘 보여주고 있다.
문은 매우 섬세하고 화려한 무늬의 문살로 장식되었으며 건물의 측면은 단청을 한 방풍판이 있으나 특별한 문양이나 조각은 보이지 않는다. 나한전 안에는 1832년 제작된 것으로 보이는 탱화가 보관되어 있다. 원래 나한전 정면에는 초서체로 쓴 뛰어난 필체의 칠성각이라 쓰여진 현판이 걸려 있었는데 이 현판은 조선조 후기의 김성근이 소나무판에 쓴 것으로 알려져 있으며 최근에 법당에 나한을 모신 관계로 나한전이란 현판으로 바꾸고 건물의 명칭을 나한전이라 부르게 되었다.

## 사진

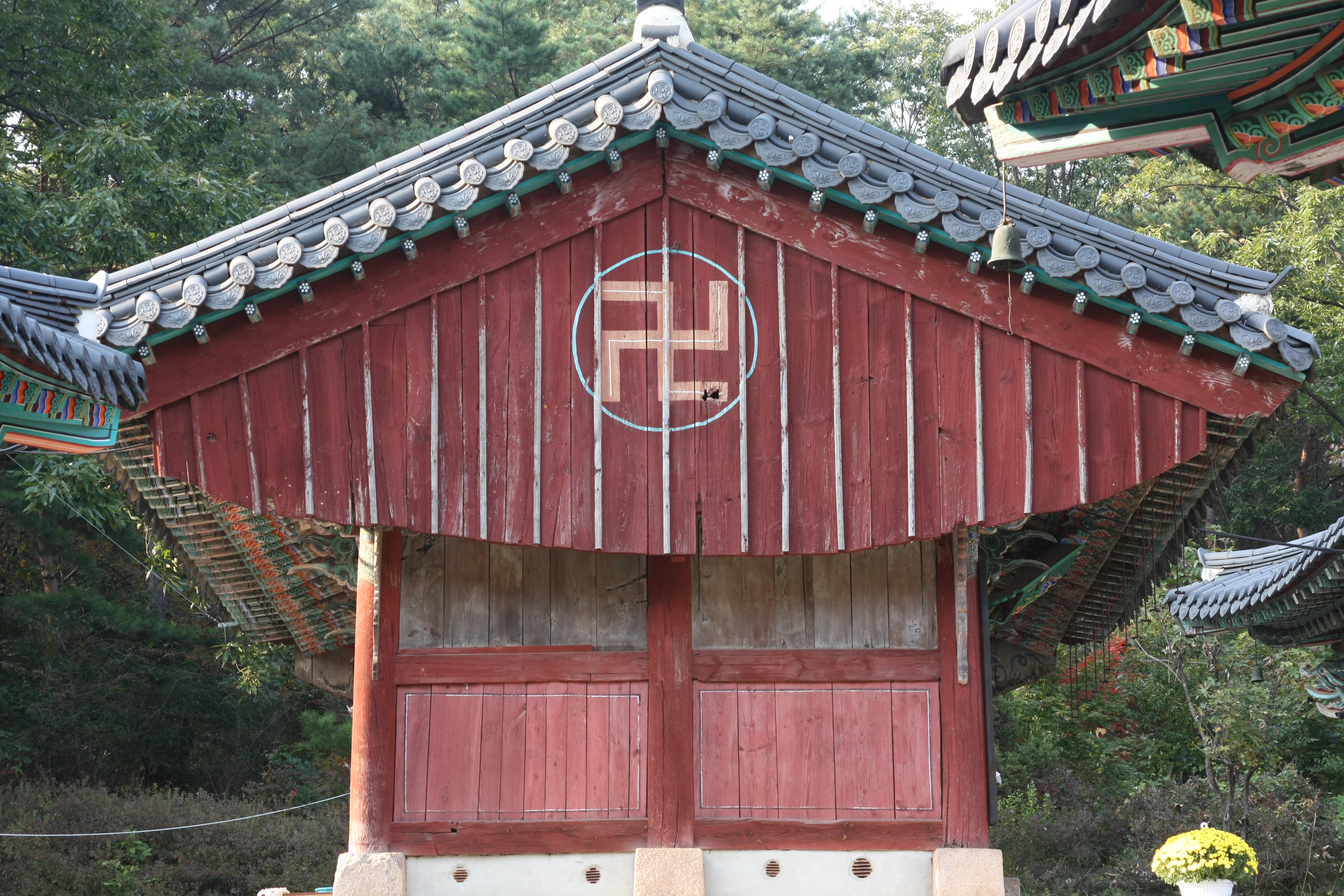
나한전 측면

## 같이 보기
- 흥국사

## 참고 문헌
- 한미산 흥국사 나한전 - 고양시 문화관광